# Með suð í eyrum við spilum endalaust
Með suð í eyrum við spilum endalaust ist das fünfte reguläre Studioalbum der isländischen Band Sigur Rós und wurde im Juni 2008 veröffentlicht. Auf Deutsch bedeutet der Albumtitel etwa „Mit einem Summen in unseren Ohren spielen wir endlos weiter“.
Als Singles wurden die Stücke Gobbledigook, Inní mér syngur vitleysingur und Við spilum endalaust ausgekoppelt. Gobbledigook war bereits vor Veröffentlichung des Albums als kostenloser Download verfügbar; in das gesamte Album konnte man auf der Homepage der Band hineinhören. Mit dem Song All Alright ist erstmals in der Geschichte der Band ein Lied englischsprachig.

## Stil und Texte
Insgesamt ist die Musik auf diesem Album weniger sphärisch als auf dessen Vorgängern, ein sehr perkussiver Stil und ein oft dominierender Bass dominieren die Mehrheit der Songs. Góðan daginn und Straumnes jedoch erinnern noch entfernt an den Stil, der Takk … und ( ) prägte.
Des Weiteren kommen noch zusätzliche, neue Elemente hinzu, wie zum Beispiel eine Akustik-Gitarre als führendes Instrument (zum Beispiel bei Illgresi) oder eine häufige Verwendung des Klaviers. Das markanteste Stilmittel von Sigur Rós, die mit einem Cellobogen gespielte E-Gitarre, kommt fast gar nicht mehr zum Einsatz.
Die Texte, die allesamt von Jón Þór Birgisson geschrieben wurden, setzen den Trend fort, weniger von Obskurität und Vieldeutigkeit – was vor allem die Texte auf der Ágætis byrjun betrifft – als von einer relativen Einfachheit und Eingängigkeit geprägt zu sein. Zudem wird die erfundene Sprache Vonlenska, mit Ausnahme von Festival, das komplett in dieser Sprache gesungen wird, in die Songs mit sonst isländischen Texten eingebunden. Auch dies steht im Gegensatz zu den früheren Alben, als manche Songs (auf ( ) sogar alle) komplett auf Vonlenska gesungen wurden. Mit All Alright ist der erste und bisher einzige Song auf Englisch auf einem Sigur Rós-Album enthalten.

## Rezensionen
Von den Kritikern wurde das Album zwar gut, aber größtenteils schlechter als frühere Veröffentlichungen der Band aufgenommen. So gab beispielsweise Matthias Manthe von laut.de drei von fünf Punkten und schrieb: „Unentschlossenheit ist also die Krux dieser Platte: Ihre Urheber wagen lediglich den kleinen Schritt in eine ästhetische Emanzipation.“ Der englische Rolling Stone und Allmusic.com gaben dem Album vier von fünf Punkten. Die Babyblauen Seiten lobten die konsequente Fortführung der positiven Grundstimmung, die Sigur Rós seit Takk … entwickelt hatten.

## Titelliste
1. Gobbledigook – 3:05
2. Inní mér syngur vitleysingur – 4:05
3. Góðan daginn – 5:15
4. Við spilum endalaust – 3:33
5. Festival – 9:24
6. Með suð í eyrum – 4:56
7. Ára bátur – 8:57
8. Illgresi – 4:13
9. Fljótavík – 3:49
10. Straumnes – 2:01
11. All Alright – 6:21